# Nitteti
Nitteti ist ein Opern-Libretto in drei Akten von Pietro Metastasio. Es wurde erstmals in der Vertonung von Nicola Conforto am 23. September 1756 zum Geburtstag Ferdinands VI. von Spanien in Madrid aufgeführt. Die Leitung hatte der Kastraten-Sänger Farinelli. Der Tenor Anton Raaff sang die Rolle des Amasi. Insgesamt wurde dieses Libretto von mehr als 30 Komponisten vertont.
Eine deutsche Übersetzung des Librettos von Johann Anton Koch erschien 1774 unter dem Namen Nittetis im sechsten Band seiner unvollendet gebliebenen Gesamtausgabe Des Herrn Abt Peter Metastasio Kayserl. Königl. Hofpoetens Dramatische Gedichte.

## Handlung
In diesem Libretto verarbeitete Metastasio ein ägyptisches Sujet. Pharao Amasi (Ahmose II.) tritt auf Wunsch des Volkes die Nachfolge des abgesetzten Aprio (Apries) an und versucht, seinen Sohn Sammete (Psammetich III.) mit dessen Tochter Nitteti zu verheiraten, obwohl dieser die Schäferin Beroe liebt.

“Amasi illustre capitano, vassallo, amico e confidente d’Aprio re d’Egitto, mandato dal suo signore a reprimere l’insolenza delle ribellanti provincie, non solo non poté adempire il comando ma fu egli stesso proclamato re e da’ sollevati e da quei guerrieri medesimi che conduceva per debellargli, tanto era il credito e l’affetto che gli avevano acquistato il suo valore, la sua giustizia e le altre sue reali virtù. S’oppose; e non avrebbe Amasi ceduto all’inaspettata violenza; ma vel costrinse un segreto ordine del suo medesimo sovrano che, disperando di conservar con la forza il suo trono, lo volle più tosto deposito in mano amica che conquista in quella d’un ribelle.
In queste infelici circostanze sorpreso Aprio dal fine de’ giorni suoi, chiamò nascostamente a sé l’amico Amasi; confirmò con lui la publica elezione col proprio voto; l’incaricò di far diligente richiesta dell’unica sua figliuola Nitteti, perduta fra le tumultuose sedizioni; gl’impose ritrovandola di darla in isposa al proprio suo figliuolo Sammete, onde succedendogli questi un giorno la riconducesse sul trono paterno. Ne volle da lui giuramento; e gli spirò fra le braccia. Questi in parte veri ed in parte verisimili sono i fundamenti sopra de’ quali è stato edificato il presente dramma; e ciò che vi è d’istorico è tratto da Erodoto e da Diodoro di Sicilia.
Il luogo della scena è Canopo.
Il tempo è il giorno del trionfale ingresso del nuovo re.
L’azione è il ritrovamento di Nitteti.”

„Amasis, der berühmte Hauptmann, Vasall, Freund und Vertraute des ägyptischen Königs Aprio, wurde von seinem Herrn ausgesandt, um einen Aufstand in den rebellischen Provinzen niederzuschlagen. Er konnte jedoch nicht nur den Befehl nicht ausführen, sondern wurde selbst zum König ausgerufen, sowohl von den Aufständischen als auch von seinen eigenen Soldaten – so groß war das Vertrauen und die Zuneigung, die er sich durch seinen Wert, seine Gerechtigkeit und seine anderen Tugenden gewonnen hatte. Amasis weigerte sich und hätte die unerwartete Macht nicht angenommen; er wurde aber durch einen Geheimbefehl seines eigenen Herrschers überredet, der seinen Thron nicht gewaltsam zu behalten vermochte, und ihn lieber der Hand eines Freundes als eines Rebellen übergeben wollte.
In diesen unglücklichen Umständen verbrachte Aprio das Ende seiner Tage, während er insgeheim Amasis als seinen Freund betrachtete; er bestätigte ihn in der öffentlichen Wahl mit seiner eigenen Stimme; er trug ihm auf, nach seiner einzigen Tochter Nitteti zu suchen, die während des Stürme des Aufruhrs verloren gegangen war; er gebot ihm, die Wiedergefundene mit seinem eigenen Sohn Sammete zu verheiraten, damit diese ihm eines Tages auf dem väterlichen Thron nachfolgen könne. Er verlangte keinen Eid von ihm; und er starb in seinen Armen. Diese zum Teil wahren und zum Teil wahrscheinlichen Begebenheiten sind die Grundlage, auf der dieses Schauspiel gebaut wurde; und sie sind den Historien von Herodot und Diodor von Sizilien entnommen.
Der Ort der Szene ist Kanopus.
Die Zeit ist der Tag des triumphalen Einzugs des neuen Königs.
Die Handlung ist die Wiederauffindung Nittetis.“

Die folgende Inhaltsangabe basiert auf dem von Nicola Conforto verwendeten Libretto, das 1756 in Mailand erschien.

### Erster Akt

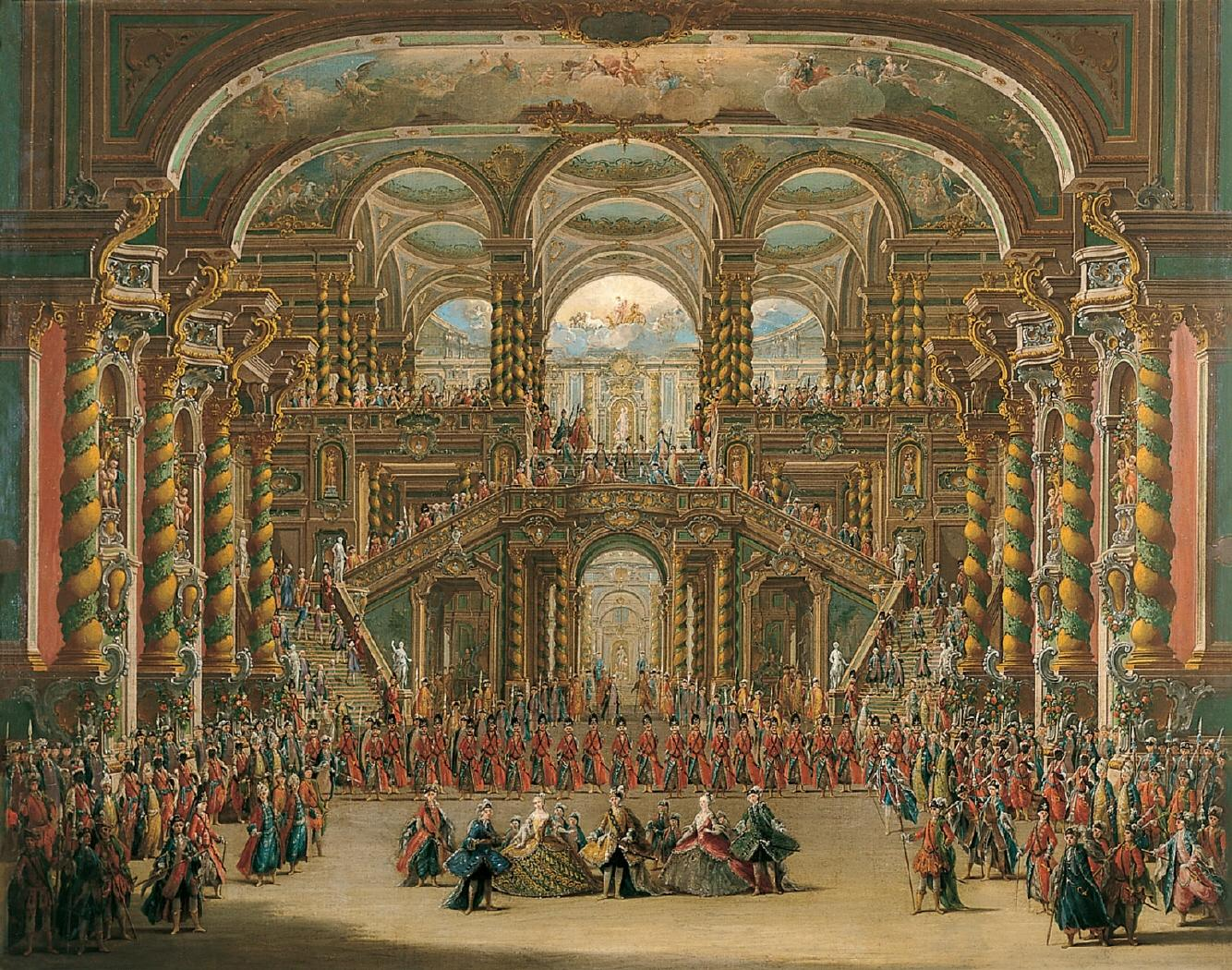
Francesco Battaglioli: Finale der Oper Nitteti im Real Teatro del Buen Retiro, Musik von Nicolo Conforto, Madrid 1756

Schattiger Bereich der inneren Gärten im Palast von Kanopus an den Ufern des Nils mit Zugang zu verschiedenen Wohnungen
Am Horizont sieht man die Sonne aufgehen.
Der kyrenische Fürst Amenofi wartet ungeduldig auf seinen Freund Sammete, den Sohn des neuen Königs Amasis. Obwohl dessen Krönung unmittelbar bevorsteht, weilt Sammete noch bei seiner Geliebten, der Schäferin Beroe, der gegenüber er sich als Hirte Dalmiro ausgegeben hat. Schließlich kommt er und berichtet, dass Beroe zusammen mit einem anderen Mädchen von ägyptischen Soldaten entführt wurde. Schweren Herzens macht er sich auf den Weg zur Krönungsfeier. Die Soldaten bringen nun die gefangenen Frauen herbei. Bei der anderen handelt es sich um Nitteti, der Tochter des vorherigen Königs Aprio. Sie hatte sich aus Angst vor dem neuen König im Wald versteckt. Amenofi, der insgeheim in sie verliebt ist, versichert ihr, dass Amasi ihr keine Gewalt antun werde. Bubaste, der Anführer der Soldaten, ist bereits auf dem Weg zum König. Amenofi folgt ihm. Beroe ist besorgt, dass Dalmiro sie nun vergeblich im Wald suchen werde, aber Nitteti beruhigt sie. Nitteti verlässt sich auf Sammete, obwohl dieser ihre Liebe noch nicht erwidert. Bubaste meldet nun die Ankunft des Königs und schickt Nitteti zu ihm.
Sammete kommt in seiner eigenen Kleidung zu Beroe. Sie erkennt, dass ihr Geliebter Dalmiro in Wirklichkeit der Prinz selbst ist und fühlt sich missbraucht. Sammete bittet sie um Vergebung. Er habe sich nur verkleidet, um sicher zu gehen, dass sie ihn als Menschen und nicht als Prinzen liebe. Er werde sie nie verlassen. Die beiden versöhnen sich wieder. Beroe jedoch erkennt, dass sie in ihrer Freundin Nitteti eine Rivalin hat.
Großer Platz an den Stadtmauern von Kanopis, der feierlich für den Einzug und die Krönung des neuen Königs geschmückt ist
Auf der rechten Seite ein prächtiger hoher Thron, an dessen Seite Priester mit den heiligen goldenen Insignien. Im Hintergrund sieht man einen majestätischen Triumphbogen, außerdem einige große Hütten mit Musikern und Publikum. In der Ferne ist die siegreiche ägyptische Armee aufgestellt. Der neue König zieht in einem von Pferden gezogenen und mit militärischen Siegeszeichen geschmückten Triumphwagen ein. Ihm folgen Sprecher der Vasallenstaaten mit ihren jeweiligen Tributgaben, eine große Gruppe ägyptischer Adliger und Sklaven aus Äthiopien und anderen Ländern, Pagen mit Schirmen und farbigen Federn, festlich gekleidetes Volk und schließlich die königliche Wache und Soldaten mit den überlebenden feindlichen Gefangenen.
Pharao Amasi tritt, begleitet von Sammete und Amenofi, unter Klängen von Harmoniemusik, Pauken, Zithern und anderen Instrumenten auf und besteigt den Thron. Der Chor preist die Absetzung des Tyrannen. Bubaste beglückwünscht Amasi und präsentiert ihm Nitteti, das einzige Kind des vorigen Königs, als Kriegsbeute. Amasi ist entsetzt, eine Prinzessin so behandelt zu sehen. Er lässt sie sofort frei und übergibt sie seinem Sohn Sammete, damit er einen würdigeren Aufenthaltsort für sie finde. Sie geht in Begleitung von Sammete, Bubaste und einem Teil des Hofstaats. Auch Amenofi möchte ihr folgen, wird aber von Amasi aufgehalten. Amasi dankt ihm für seine Treue und übergibt ihm als Lohn das zuvor eroberte Kyrene. Anschließend zeigt er ihm ein Schreiben Aprios, nach dem dieser ihm den Thron freiwillig übergeben hat, damit er nicht als Raub in fremde Hände falle. Auf dem Sterbebett hat Aprio ihm das Versprechen abgenommen, seine Tochter Nitteti mit Sammete zu verheiraten. Jetzt fürchtet Amasi, seinen Schwur nicht erfüllen zu können, weil sein Sohn kein Interesse an ihr hat, sondern seine Zeit lieber im Wald oder auf der Jagd verbringt. Er bittet Amenofi daher, sich um Nitteti zu kümmern, damit sie attraktiver für Sammete wird. Amasi geht.
Amenofi rät Beroe, in ihre Heimat zurückzukehren, weil Dalmiro nun Nitteti heiraten müsse. Beroe bricht in Tränen aus, und Amenofi hat ähnliche Gefühle wegen seiner Liebe zu Nitteti. Nachdem er gegangen ist, kommt Sammete und entschuldigt sich bei Beroe für seine Verspätung. Er habe sich auf Wunsch seines Vaters um Nitteti kümmern müssen. Beroe ist gekränkt und will ihn verlassen, um in Einsamkeit zu sterben. Sammete aber versichert ihr, dass er nur sie liebe.

### Zweiter Akt
Zimmerreihe im Palast
Beroe fürchtet, Sammete zu verlieren, weil seine Liebe nicht gegen die Macht seines königlichen Vaters bestehen kann. Die nun als Prinzessin gekleidete Nitteti berichtet ihr, dass ihr Vater Sammete inzwischen ihre Hand angeboten habe. Er aber habe abgelehnt. Sie vermutet, dass er in eine andere verliebt ist und wüsste gerne, in wen. Beroe gesteht ihr, dass sie es selbst ist und es sich bei Dalmiro und Sammete um ein und dieselbe Person handelt. Nitteti fühlt sich von ihrer Freundin verraten. König Amasi kommt zu ihnen. Er ist zornig über Sammetes Ablehnung, und Nitteti erzählt ihm von seiner Beziehung zu Beroe. Nachdem sie gegangen ist, will Amasi Beroe näher kennenlernen und unterhält sich mit ihr ausführlich über ihre Beziehung zu Sammete. Sie erzählt ihm, dass sie erst heute erfahren habe, dass es sich bei ihrem Geliebten in Wirklichkeit um Sammete handele. Ihre Liebe sei echt, aber sie hoffe nicht auf eine königliche Hochzeit und sei bereit, auf Sammete zu verzichten. Amasi ist beeindruckt von ihrer Rede und fragt sie, woher ihre gute Erziehung stammt. Sie antwortet, ihr Vater sei Hirte gewesen, der aber zuvor am Hofe Aprios gelebt habe. Amasi verspricht daraufhin, sie finanziell zu unterstützen und unter seinen Freunden einen würdigen Ehemann für sie zu suchen. Bereo hält das jedoch für Verrat an ihrer Liebe. Sie will ihr Leben der Göttin Isis weihen, um ihre Tage als heilige Jungfrau zu verbringen. Amasi ruft nun seinen Sohn hinzu und bittet ihn, Beroe anzuhören. Sammete ist erstaunt, dass sein Vater sein Verhältnis zu Beroe so gut aufgenommen hat. Beroe erklärt ihm jedoch, dass er sie um des Friedens willen verlassen müsse. Bubaste kommt, um sie zum Tempel zu begleiten.
Sammete ist außer sich. Als Nitteti kommt und ihn um Verzeihung dafür bittet, dass sie seinem Vater von Beroe erzählt hat, kann er ihr keine klaren Antworten geben. Er wird von Amenofi zu seinem Vater gerufen und verlässt den Raum. Nitteti befürchtet, dass Sammete verrückt geworden ist und bittet Amenofi, sich um ihn zu kümmern. Nachdem er gegangen ist, kommt Bubaste zurück. Er erzählt Nitteti, dass er Beroe zum Isis-Tempel gebracht habe, aber dann sei Sammete zu ihnen gestoßen und habe sich wie ein Wahnsinniger aufgeführt.
Der große Hafen von Kanopus mit Schiffen und Seeleuten
Sammete versucht Beroe gewaltsam zur Flucht zu bewegen. Sie werden von bewaffneten Männern begleitet. Beroe fleht ihn an, sie in den Tempel gehen zu lassen, aber Sammete will sie trotz eines drohenden Sturmes über das Meer fortführen. Beroe ruft um Hilfe, und es kommt zu einem Kampf zwischen Sammetes Leuten und den königlichen Soldaten. Inzwischen ist auch der Sturm ausgebrochen, und Blitze und Donner sowie das Tosen des Meeres mischen sich mit dem Kampfeslärm. Die königlichen Wachen gewinnen schließlich die Oberhand, und gegen Ende des Kampfes lässt auch der Sturm nach.
Beroe versucht, zum Tempel zurückzugelangen. Auf der linken Seite verteidigt sich Sammete noch gegen zwei Soldaten, aber von rechts nähert sich bereits Amasi mit Verstärkung. Beroe bittet Sammete, endlich nachzugeben und sich nicht länger den Sternen zu widersetzen. Schließlich lässt er sich entwaffnen. Er versichert seinem Vater, dass er ihm Respekt und Liebe entgegenbringe, aber Beroe nicht aufgeben könne. Trotz Beroes Bitten lässt Amasi Sammete einkerkern.

### Dritter Akt
Flaches Land mit Blick auf die zu den königlichen Gärten führenden Loggien
Amasi hat einen eigenen Sohn zum Tode verurteilt. Erst nachdem Nitteti ihn um Gnade angefleht hat, gibt er nach und verspricht ihn freizulassen, sofern er jetzt bereit sei, Nitteti zu heiraten. Bubaste wird losgeschickt, um Sammete zu holen. Er muss nun zwischen dem Tod und der Hochzeit mit Nitteti wählen. Während sie warten, meldet Amenofi, dass der Priester der Isis eine Unterredung mit Amasi wünscht. Bubaste kommt zurück und berichtet, dass Sammete sich gegen die Hochzeit mit Nitteti entschieden habe. Amasi verbietet Amenofi und Bubaste zornig jede weitere Fürsprache für Sammete. Beroe jedoch verspricht, weiterhin alles zu versuchen, um Sammete umzustimmen. Mit einem Juwel als Zeichen der königlichen Zustimmung macht sie sich auf den Weg. Auch Amasi entfernt sich, um mit dem Isis-Priester zu sprechen. Bubaste wundert sich, dass der Priester seinen Tempel verlassen hat, was er sonst nie ohne den ausdrücklichen Willen der Götter tut.
Dunkler Boden eines alten Turms, der auf mehreren Seiten von rostigen Toren umgeben ist
In der Ferne sieht man eine breite verfallene Treppe.
Beroe beschwört Sammete, aufzugeben und Nitteti zu heiraten. Erst als sie einen Dolch zieht und mit Selbstmord droht, gibt er nach. Beroe eilt fort, um es dem König mitzuteilen. Nitteti weiß noch nichts von diesem Ergebnis. Sie kommt mit bewaffneten Gefolgsleuten zu Sammete, um ihn zur Flucht zu bewegen – was nun nicht mehr nötig ist. Schließlich wird Sammete von Bubaste abgeholt und zum König gebracht. Nitteti bleibt allein zurück.
Der reich geschmückte Palast von Kanopus
Eine für die Feier der Ankunft des neuen Königs prächtig ausgestattete und beleuchtete Treppe.
Amasis tritt mit einem Schriftblatt in der Hand auf. Ebenfalls anwesend sind Amenofi, die ägyptischen Fürsten und Adligen, Äthiopier, Gesandte der Provinzen, Pagen, königliche Wachen und ausländische Gäste. Auch Beroe, Sammete mit Bubaste und schließlich Nitteti kommen hinzu. Amenofi wundert sich über den zufriedenen Gesichtsausdruck des Königs. Als Sammete sich ihm zu Füßen wirft, bittet Amasi ihn, aufzustehen und führt ihn zu Beroe als seiner Braut. Es hat sich herausgestellt, dass diese in Wirklichkeit Nitteti ist. Nitteti dagegen ist Amasis eigene verloren geglaubte Tochter Amestri. Deren Mutter war im Kindbett gestorben. Als es später einen Aufstand gegen den damaligen König Aprio gab, musste er schnell fliehen und sie unter der Aufsicht seiner Braut zurücklassen. Diese floh anschließend ebenfalls und nahm sie und ihren späteren Ehemann mit, der fortan den Beruf eines Hirten annahm und sie unter dem Namen Beroe aufzog. Nach dem Sieg Aprios gegen die Rebellen habe man sie nicht mehr finden können. Die Geschichte wurde von ihrer Pflegemutter aufgeschrieben und das Blatt dem Isis-Priester anvertraut, der es Amasi jetzt, da er seinen Tod nahen fühlte, übergeben hat. Nun kann also eine Doppelhochzeit stattfinden. Sammete heiratet Beroe, die echte Nitteti, und Ametofi kann die Prinzessin Amestri zur Frau nehmen.

## Geschichte
Wie im Vorwort des Librettos erwähnt, basiert es auf historischen Quellen. Die Absetzung von Pharao Apries durch seinen Gefolgsmann Amasis wird im zweiten Buch der Historien des Herodot und im ersten Buch der Bibliotheca historica von Diodor berichtet. Das dritte Buch von Herodots Historien erzählt außerdem von Amasis’ unbenannter Tochter, seinem Sohn Psammetus und Apries’ Tochter Nitetis zur Zeit des Ägyptenfeldzugs des altpersischen Königs Kambyses II.
Einige zeitgenössische Werke, die denselben Stoff bearbeiten, könnten Metastasio als Anregung gedient haben. Dazu zählen der pseudohistorische Roman Artamène ou le Grand Cyrus (1649–1653) von Madeleine de Scudéry, das Drama Nitétis (1663) von Marie Desjardins, sowie die Tragödien Amasis (1701) von François Joseph de Lagrange-Chancel und Nitétis (1723) von Antoine Danchet.
Nitteti ist ein Gegenstück zu Metastasios zwanzig Jahre zuvor geschriebener L’olimpiade. In beiden Werken geht es um eine Dreiecksgeschichte: bei L’olimpiade konkurrieren zwei befreundete Männer um eine Frau, bei Nitteti ist es umgekehrt. Die Auflösung basiert in beiden Fällen auf einer unerwartet entdeckten Blutsverwandtschaft.
Das Notenmaterial der Vertonung von Nicola Conforto ist in einer Ausgabe des Barockspezialisten Alan Curtis verfügbar.

## Vertonungen
Folgende Komponisten legten dieses Libretto einer Oper zugrunde:
| Komponist                | Uraufführung                                          | Aufführungsort     | Anmerkungen |  |
| ------------------------ | ----------------------------------------------------- | ------------------ | --- |  |
| Nicola Conforto          | 23. September 1756, Real Teatro del Buen Retiro       | Madrid             | |  |
| Tommaso Traetta          | 29. April 1757, Teatro Pubblico                       | Reggio nell’Emilia | auch im Herbst 1759 in Lucca                                                                                                 |  |
| Niccolò Piccinni         | 4. November 1757, Teatro San Carlo                    | Neapel             | |  |
| Ignazio Fiorillo         | 1758, Hoftheater                                      | Braunschweig       | überarbeitet 1770 in Kassel                                                                                                  |  |
| Ignaz Holzbauer          | Karneval 1758, Teatro Regio                           | Turin              | auch am 5. November 1758 im Hoftheater Mannheim                                                                              |  |
| Johann Adolph Hasse      | 4. Januar 1758, Teatro San Benedetto                  | Venedig            | erste Fassung; auch am 1. September 1758 im Teatro della Pergola in Florenz                                                  |  |
| Niccolò Jommelli         | 11. Februar 1759, Herzogliches Theater                | Stuttgart          | überarbeitet 1770 von João Cordeiro da Silva im Palazzo Ajuda in Lissabon                                                    |  |
| Johann Adolph Hasse      | 3. August 1759, Königlich-Polnisches Opernhaus        | Warschau           | zweite Fassung |  |
| Giuseppe Sarti           | 12. Oktober 1761, Det Kongelige Teater                | Kopenhagen         | überarbeitet Himmelfahrt 1765 im Teatro San Benedetto in Venedig                                                             |  |
| Antonio Maria Mazzoni    | 30. Mai 1764, Teatro San Carlo                        | Neapel             | |  |
| Domenico Fischietti      | 1765, Königliches Theater                             | Prag               | überarbeitet am 4. November 1775 im Teatro San Carlo in Neapel                                                               |  |
| João de Sousa Carvalho   | Karneval 1766, Teatro delle Dame                      | Rom                | |  |
| Brizio Petrucci          | Karneval 1766, Teatro Regio Ducale Vecchio            | Mantua             | |  |
| Anton Cajetan Adlgasser  | 6. April 1766, Hoftheater                             | Salzburg           | |  |
| Giovanni Czeyka          | 1768                                                  |                    | Libretto gedruckt in Prag |  |
| Giovanni Marco Rutini    | Karneval 1770, Teatro Ducale                          | Modena             | |  |
| Josef Mysliveček         | 29. April 1770, Nuovo pubblico Teatro                 | Bologna            | |  |
| Carlo Monza              | 21. Januar 1771, Teatro Regio Ducale                  | Mailand            | auch am 26. Dezember 1776 im Teatro San Benedetto in Venedig; 1781 in Alessandria; Karneval 1782 im Teatro Rangoni in Modena |  |
| Pasquale Anfossi         | 13. August 1771, Teatro San Carlo                     | Neapel             | auch Himmelfahrt 1780 im Teatro San Benedetto in Venedig und 1785 in London                                                  |  |
| Luigi Gatti              | Frühjahr 1773, Teatro Regio Ducale Vecchio            | Mantua             | Wiederaufnahme im Frühjahr 1779; auch im Herbst 1779 im Teatro Onigo in Treviso                                              |  |
| anonym                   | 22. Januar 1774, Teatro della Pergola                 | Florenz            | auch am 26. Dezember 1779 |  |
| Antonio Sacchini         | 19. April 1774, King’s Theatre am Haymarket           | London             | Libretto bearbeitet von Giovan Gualberto Bottarelli                                                                          |  |
| Giovanni Paisiello       | 17. oder 28. Januar 1777, Hoftheater                  | Sankt Petersburg   | auch am 26. Dezember 1787 im Teatro della Pergola in Florenz                                                                 |  |
| Agostino Accorimboni     | Sommer 1777, Teatro detto della Pallacorda di Firenze | Rom                | |  |
| Salvatore Rispoli        | 26. Dezember 1782, Teatro Regio                       | Turin              | |  |
| Paolo Francesco Parenti  | Karneval 1783, Teatro della Pergola                   | Florenz            | |  |
| Giuseppe Curcio          | 20. Januar 1783, Teatro San Carlo                     | Neapel             | |  |
| Giuseppe Giordani        | 1784, Teatro Nuovo                                    | Padua              | |  |
| Sebastiano Nasolini      | 5. April 1788, Teatro di San Pietro                   | Triest             | |  |
| Ferdinando Bertoni       | 6. Februar 1789, Teatro San Samuele                   | Venedig            | |  |
| Francesco Bianchi        | 20. April 1789, Teatro alla Scala                     | Mailand            | |  |
| Angelo Maria Benincori   | 1800, Theater am Kärntnertor                          | Wien               | |  |
| Stefano Pavesi           | 26. Dezember 1811, Teatro Imperiale                   | Turin              | |  |
| Johann Nepomuk von Poißl | 29. Juni 1817, Großherzogliches Hoftheater            | Darmstadt          | Libretto frei bearbeitet von Poißl als Nittetis                                                                              |  |
| Charles Tournemire       | 1905/1907                                             |                    | Tragédie lyrique Op. 30; zwei Fassungen für Solisten, Chor und Orchester bzw. für Klavier und reduzierte Sängerbesetzung     |  |

## Digitalisate
1. ↑  Johann Anton Koch: Des Herrn Abt Peter Metastasio Kayserl. Königl. Hofpoetens Dramatische Gedichte, aus dem Italiänischen übersetzt. Sechster Band. Krauß, Frankfurt und Leipzig 1774 als Digitalisat beim Münchener Digitalisierungszentrum.
2. 1 2 3  Libretto (italienisch) der Oper von Nicola Conforto, Mailand 1756 als Digitalisat bei Google Books.
3. ↑  Libretto (italienisch/spanisch) der Oper von Nicola Conforto, Madrid 1756 als Digitalisat bei Google Books.
4. ↑  Partitur der Oper von Nicola Conforto, 1756 als Digitalisat beim International Music Score Library Project.
5. ↑  Libretto (italienisch)  der Oper von Tommaso Traetta, Reggio nell’Emilia 1757. Digitalisat im Corago-Informationssystem der Universität Bologna.
6. ↑  Libretto (italienisch) der Oper von Niccolò Piccinni, Neapel 1757 als Digitalisat im Museo internazionale e biblioteca della musica di Bologna.
7. ↑  Libretto (italienisch/französisch) der Oper von Ignazio Fiorillo, Kassel 1770 als Digitalisat bei der Staatsbibliothek zu Berlin.
8. ↑  Libretto (italienisch) der Oper von Ignaz Holzbauer, Turin 1758 als Digitalisat im Internet Archive.
9. ↑  Libretto (italienisch)  der Oper von Johann Adolph Hasse, Venedig 1758. Digitalisat im Corago-Informationssystem der Universität Bologna.
10. ↑  Libretto (italienisch)  der Oper von Giuseppe Sarti, Venedig 1765. Digitalisat im Corago-Informationssystem der Universität Bologna.
11. ↑  Libretto (italienisch) der Oper von Domenico Fischietti, Neapel 1775 als Digitalisat im Museo internazionale e biblioteca della musica di Bologna.
12. ↑  Libretto (italienisch) der Oper von João de Sousa Carvalho, Rom 1766 als Digitalisat im Museo internazionale e biblioteca della musica di Bologna.
13. ↑  Libretto (italienisch) der Oper von Giovanni Marco Rutini, Modena 1770 als Digitalisat im Museo internazionale e biblioteca della musica di Bologna.
14. ↑  Libretto (italienisch) der Oper von Josef Mysliveček, Bologna 1770 als Digitalisat im Museo internazionale e biblioteca della musica di Bologna.
15. ↑  Libretto (italienisch) der Oper von Carlo Monza, Mailand 1771 als Digitalisat im Internet Archive.
16. ↑  Libretto (italienisch) der Oper von Carlo Monza, Alessandria 1781 als Digitalisat im Internet Archive.
17. ↑  Libretto (italienisch)  der Oper von Pasquale Anfossi, Venedig 1780. Digitalisat im Corago-Informationssystem der Universität Bologna.
18. ↑  Libretto (italienisch) der Oper von Luigi Gatti, Mantua 1773 als Digitalisat im Museo internazionale e biblioteca della musica di Bologna.
19. ↑  Libretto (italienisch) der Oper von Giovanni Paisiello, Florenz 1788 als Digitalisat im Museo internazionale e biblioteca della musica di Bologna.
20. ↑  Libretto (italienisch) der Oper von Agostino Accorimboni, Rom 1777 als Digitalisat im Museo internazionale e biblioteca della musica di Bologna.
21. ↑  Libretto (italienisch) der Oper von Salvatore Rispoli, Turin 1782 als Digitalisat beim Münchener Digitalisierungszentrum.
22. ↑  Libretto (italienisch) der Oper von Giuseppe Maria Curcio, Neapel 1783 als Digitalisat im Museo internazionale e biblioteca della musica di Bologna.
23. ↑  Libretto (italienisch)  der Oper von Ferdinando Bertoni, Venedig 1789. Digitalisat im Corago-Informationssystem der Universität Bologna.
24. ↑  Libretto (italienisch) der Oper von Francesco Bianchi, Mailand 1789 als Digitalisat im Museo internazionale e biblioteca della musica di Bologna.
25. ↑  Libretto (italienisch) der Oper von Stefano Pavesi, Turin 1812 als Digitalisat beim Münchener Digitalisierungszentrum.
26. ↑  Arien und Gesänge des Librettos (deutsch) der Oper von Johann Nepomuk Poissl, Berlin 1819 als Digitalisat beim Münchener Digitalisierungszentrum.